# 泰拉城堡
泰拉城堡 (英語：Castello di Terra) 是位于意大利西西里大区特拉帕尼的一座城堡。它最初建于12世纪末，此后历经数次改建，直到19世纪。城堡现在已成为废墟。

## 历史
泰拉城堡建于1186年前后，14世纪后半叶扩建，16、17世纪又进行了改建。城堡最初位于连接第勒尼安海与港口的海峡口。
19世纪，城堡的一部分被改建为兵营。军营在20世纪70年代被拆除，现在是一个警察局。
1992-1994年，对城堡进行了考古发掘和部分修复。

## 布局
这座城堡最初呈四边形，沿幕墙呈半圆形塔楼，拐角处有长方形塔楼。今天，只有城堡的西北面仍然完好无损。